# USS Tang (SS-306)
USS Tang (SS-306) là một tàu ngầm lớp Balao của Hải quân Hoa Kỳ trong Chiến tranh thế giới thứ hai, là con tàu đầu tiên của Hải quân Hoa Kỳ được đặt tên theo loài cá thuộc chi Acanthurus của họ Cá đuôi gai. Con tàu được đóng và hạ thủy vào năm 1943, đã phục vụ tới khi bị đánh chìm bởi chính ngư lôi của mình tại eo biển Đài Loan ngày 24 tháng 10 năm 1944.
Trong quãng thời gian hoạt động tại Mặt trận Thái Bình Dương, Tang đã bắn chìm 33 tàu với tổng tải trọng 116.454 tấn, trở thành con tàu có thành tích xuất sắc nhất trong toàn bộ lực lượng tàu ngầm của Hải quân Hoa Kỳ trong Chiến tranh thế giới thứ hai. Thuyền trưởng của Tang, Thiếu tá Richard O'Kane, cho rằng Ủy ban Đánh giá Lục quân-Hải quân (JANAC) đã ghi nhận sai thành tích của Tang với tổng số lượng tàu bị đánh chìm ít hơn thực tế. Vào năm 1980, JANAC chính thức sửa lại báo cáo của họ dựa trên những báo cáo tuần tra của Tang trong Chiến tranh Thế giới thứ hai, và kết luận Tang đã đánh chìm tổng cộng 33 tàu với tổng tải trọng là 116.454 tấn. Bản thân Thiếu tá Richard O'Kane được trao thưởng Huân chương Danh Dự vì thành tích đạt được trong hai trận chiến cuối cùng của tàu từ ngày 23 tới ngày 24 tháng 10 năm 1944.
Tang bị đánh chìm trong đợt nghênh chiến cuối cùng do trúng một quả ngư lôi bị lỗi chạy vòng tròn được phóng trong loạt ngư lôi cuối cùng của tàu, và chìm ở độ sâu 180 ft (55 m). 78 sĩ quan và thủy thủ tử trận và chín người sống sót được một tàu Nhật Bản cứu sống và bắt làm tù binh. Tang là trường hợp duy nhất thủy thủ đoàn đã sử dụng thiết bị sinh tồn - máy tái tạo khí Momsen Lung, để thoát khỏi chiếc tàu ngầm bị chìm.

## Thiết kế và chế tạo

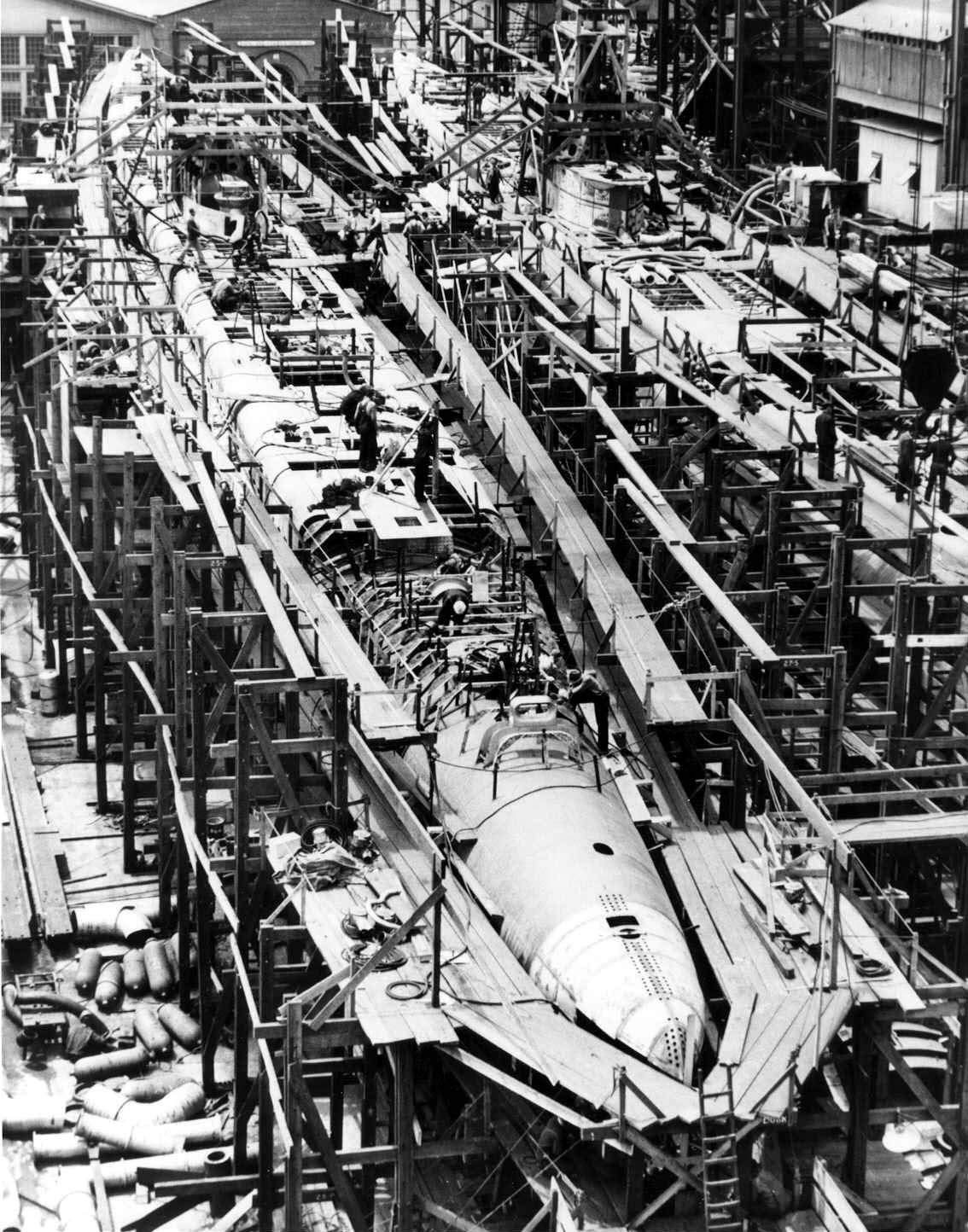
Tàu ngầm Tang (SS-306, bên trái), và Tilefish (SS-307, bên phải) đang được đóng tại Xưởng Hải quân Mare Island.

Lớp Balao nói chung và Tang nói riêng được áp dụng cấu trúc khoang kép. Để có thể đạt được mức lặn sâu thử nghiệm là 120 mét, thân của lớp tàu ngầm này được đóng hoàn toàn bằng thép cường độ cao (HTS). Tang có chiều dài tổng thể là 95 mét, và có mức choán nước là 1.470 tấn Anh (1.490 tấn) khi nổi và 2.040 tấn Anh (2.070 tấn) khi lặn. Con tàu sử dụng bốn động cơ diesel chín xi lanh có piston đối đỉnh Fairbanks-Morse 38D8-1⁄8, kết hợp với bốn động cơ điện Ellitott, và hai khối pin Sargo gồm 126 cell/khối. Hệ thống kết hợp này có ưu điểm lớn là các động cơ có thể tự hoạt động một cách độc lập với nhau trong bất kỳ tình huống nào, bao gồm trường hợp dùng chúng làm động cơ dẫn động máy phát điện và động cơ dẫn động trục chân vịt. Động cơ đầy của tàu có thể tạo ra mức công suất tối đa là 5.400 shp khi nổi, 2.740 shp khi lặn, đồng thời giúp con tàu đạt được tốc độ di chuyển tối đa là 20,25 knot khi nổi và 8,75 knot khi lặn. Tang có tầm hoạt động là 11.000 hải lý khi nổi ở vận tốc 10 knot/giờ và có thể tác chiến tuần tra liên tục trong vòng 75 ngày.
Tang được lắp đặt 10 ống phóng ngư lôi 21-inch (sáu ống ở mũi tàu và bốn ống ở đuôi tàu) và mang tổng cộng 24 quả ngư lôi, bao gồm ngư lôi Mark 14 và ngư lôi điện Mark 18. Con tàu được lắp đặt hệ thống điện tử TDC (Torpedo Data Computer), có thể xử lý dữ liệu thu được từ kính tiềm vọng hoặc sonar của tàu và cho ra những thông số chính xác về khoảng cách tới các mục tiêu, góc bắn và tốc độ di chuyển của tàu đối phương. Hệ thống vũ khí của tàu còn bao gồm một khẩu hải pháo 4-inch/50 (102 mm) Mark 9 và hai khẩu pháo Oerlikon 20 mm ở trên đảo thượng tầng của tàu. Con tàu có thể mang được tối đa 40,88 tấn đạn dược các loại. Cảm biến điện tử của tàu bao gồm hệ thống Sonar QC, radar dò tìm mặt biển SJ, radar cảnh giới bầu trời SD, và radar dẫn bắn ST.
Hợp đồng đóng tàu USS Tang được kí kết và thực hiện bởi Xưởng Hải quân Mare Island vào ngày 15 tháng 12 năm 1941, và con tàu được đặt lườn ngày 15 tháng 1 năm 1943. Con tau được đỡ đầu bởi Bà Alix M. Pitre, vợ của Đại tá Antonio S. Pitre, Trưởng Phòng Nghiên cứu tại Xưởng Hải quân Mare Island, trong buổi lễ hạ thủy ngày 17 tháng 8 năm 1943 và được đưa vào biên chế ngày 15 tháng 10 năm 1943. Thiếu tá Richard O'Kane, cựu thuyền phó của tàu ngầm Wahoo, được bổ nhiệm làm thuyền trưởng của Tang và con tàu được chuyển giao cho Hải quân ngày 30 tháng 11 năm 1943.
Tang hoàn tất lắp đặt thiết bị tại Mare Island và khởi hành tới San Diego để thực huyện khóa huấn luyện kéo dài 18 ngày trước đến Hawaii. Con tàu cập bến Trân Châu Cảng ngày 8 tháng 1 năm 1944 và thực hiện thêm buổi huấn luyện kéo dài hai tuần để chuẩn bị tham chiến.

## Chuyến tuần tra đầu tiên
Tang rời Trân Châu Cảng ngày 22 tháng 1 năm 1944 để bắt đầu chuyến tuần tra đầu tiên tại khu vực quần đảo Caroline và quần đảo Mariana. Sáng ngày 17 tháng 2, con tàu phát hiện một đoàn tàu vận tải bao gồm hai tàu vận tải, năm tàu vận tải cỡ nhỏ và một số tàu hộ tống. Tang bắt đầu bám theo đoàn tàu, lập lộ trình di chuyển và chuẩn bị tấn công. Một tàu hộ tống bất ngờ xuất hiện và phát hiện ra Tang ở khoảng cách 6.400 mét. Tang lặn sâu khẩn cấp và chịu năm quả mìn sâu, nhưng không gây thiệt hại nào. Sau khi con tàu hộ tống rời đi, Tang mở lại kính tiềm vọng và tiếp tục tiến hành tấn công. Ngắm vào con tàu hàng gần nhất cách 1.400 mét, Tang bắn một loạt bốn quả ngư lôi. Ba quả bắn trúng, và tàu Gyoten Maru (6.800 tấn) bị đánh chìm. Con tàu sau đó lặn sâu để tránh mìn sâu và tiếp tục bám theo đoàn tàu và dự định tiếp tục tấn công vào lúc hoàng hôn, nhưng đoàn tàu đó đã cách quá xa để thực hiện cuộc tấn công, và được một nhóm máy bay bảo vệ.

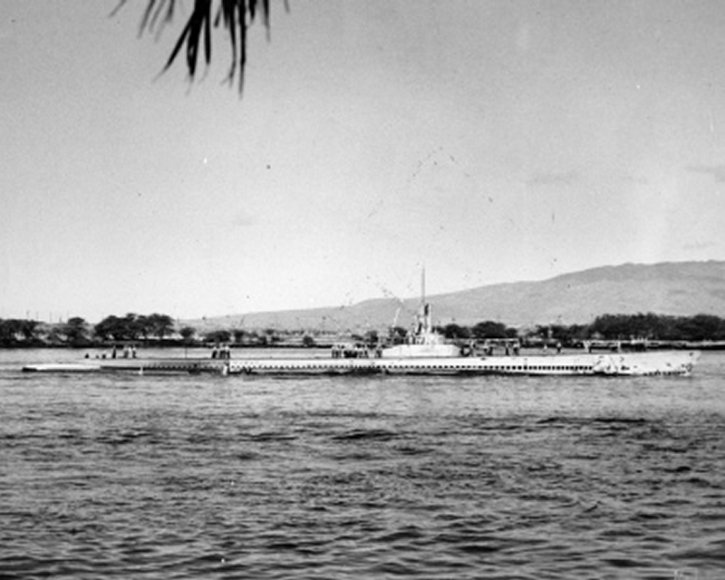
Tang neo đậu tại Trân Châu Cảng, năm 1944

Đêm ngày 22 tháng 2, Tang nổi lên mặt nước và thực hiện cuộc tấn công vào đoàn vận tải gồm ba tàu chở hàng và hai tàu hộ tống. Do gặp cơn mưa khiến radar không hoạt động hiệu quả, Tang đã bám theo đoàn vận tải suốt 30 phút trước khi vào vị trí tấn công, cách vị trí một tàu vận tải khoảng 1.400 mét. Một loạt bốn quả ngư lôi bắn trúng tàu Fukuyama Maru (3.600 tấn) và đội hình tàu địch bắt đầu tản ra. Sang buổi sáng tiếp theo, Tang tiếp tục bám sát đoàn vận tải và phóng thêm một loạt bốn quả ngư lôi. Chiếc dẫn đầu đoàn, Yamashimo Maru (6.800 tấn) trúng ba quả ngư lôi, tạo nhiều vụ nổ dây chuyền khiến nó "xoay lại, lật lên khỏi mặt nước" và bốc cháy dữ dội khi chìm dần.
Sáng ngày 25 tháng 2, Tang phát hiện ra một tàu chở dầu, một tàu vận tải và một khu trục hạm. Mưa lớn khiến con tàu gặp nhiều khó khăn để vào vị trí bắn nên Tang bám theo đoàn tàu đến đêm, và nổi lên để thực hiện bắn. Tang phóng một loạt bốn quả ngư lôi và trúng ba quả vào một tàu vận tải lớp Tatutaki Maru, đánh chìm con tàu. Hai tàu còn lại bắn dữ dội về các phía khiến Tang phải lặn xuống để cơ động né tránh. Tang bám sát đoàn tàu tới buổi sáng ngày hôm sau và thu hẹp khoảng cách với tàu chở dầu Echizen Maru để tấn công ở vị trí rất gần, chỉ 460 mm, đủ gần để tự lấy đường bắn cho ngư lôi của tàu. Một loạt ngư lôi được bắn ra và Echizen Maru chìm trong vòng bốn phút. Tang nhanh chóng lặn xuống để thoát khỏi sự truy đuổi của chiếc khu trục hạm và các loạt mìn sâu được thả xuống. Trong lúc lẩn tránh, con tàu chịu một vết rò rỉ nước ở phòng ngư lôi mũi tàu nhưng may mắn được thủy thủ đoàn khắc phục và sau đó nổi lại bình thường.
Tang phát hiện một đoàn vận tải bao gồm một tàu vận tải, một tàu chở quân và bốn tàu hộ tống vào chiều 26 tháng 2. Con tàu vào vị trí tấn công đoàn tàu chạy zig-zag liên tục và bắn loạt 4 quả ngư lôi cuối cùng. Báo cáo của tàu cho rằng họ không ghi nhận pha bắn trúng nào trong loạt cuối cùng này, nhưng sau chiến tranh, Ủy ban Đánh giá Lục quân-Hải quân (JANAC) ghi nhận Tang đánh chìm tàu vận tải Choko Maru (1.794 tấn) vào ngày 26 tháng 2. Sau khi bắn hết 24 quả ngư lôi và ghi nhận 16 quả trúng mục tiêu, Tang quay trở về căn cứ ở Midway để tái bổ sung và nâng cấp trang bị.

## Chuyến tuần tra thứ hai

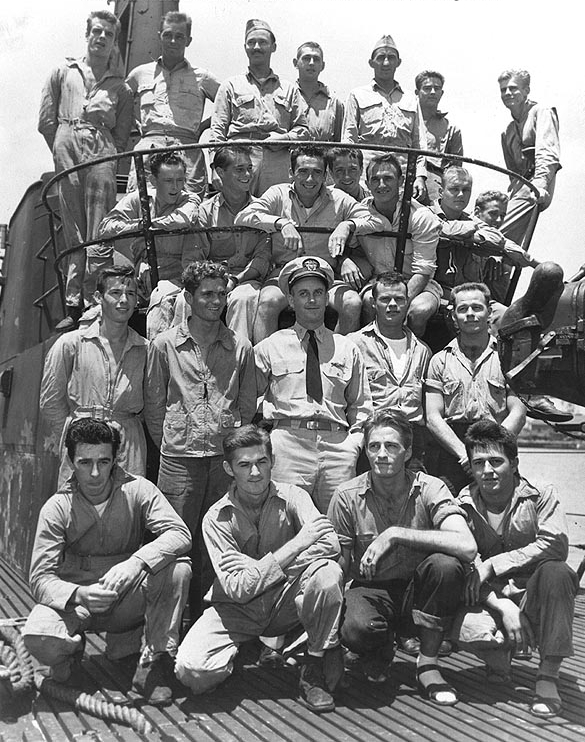
Thiếu tá Richard O'Kane cùng 22 thành viên đội bay được tàu ngầm của ông giải cứu ở Truk, tháng 5 năm 1944

Tang bắt đầu chuyến tuần tra thứ hai ngày 16 tháng 3, di chuyển qua quần đảo Palau, vịnh Davao và tiến vào Truk. Tang phát hiện ra tàu đối phương năm lần, nhưng không có cơ hội để thực hiện cuộc tấn công. Con tàu sau đó được phân làm nhiệm vụ tuần tra và giải cứu các phi công Mỹ bị bắn hạ quanh khu vực Truk. Tang giải cứu tổng cộng 22 thành viên của đội bay Hải quân, bao gồm cả những người được cứu bởi chiếc Vought OS2U Kingfisher, điều khiển bởi Trung úy John Burns và liên lạc viên, Trung sĩ Aubrey J. Gill, cất cánh từ thiết giáp hạm North Carolina. Đội bay của Burns đã cứu được ba người, và sau khi chuyển ba người đó lên chiếc Tang, Burns tiếp tục tiến đến vị trí khác để cứu thêm bốn người nữa. Chiếc Kingfisher không chịu nổi sức nặng của bốn người ngồi trên cánh nên đã nghiêng nặng có nguy cơ bị lật úp. Tang kịp thời có mặt và cứu tổng cộng bảy người ra khỏi chiếc Kingfisher. Thuyền trưởng O'Kane sau đó ra lệnh bắn chìm chiếc Kingfisher và tiếp tục nhiệm vụ đến khi quay về Trân Châu Cảng. Trung úy Burns sau đó được trao thưởng Huân chương Chữ Thập Hải quân vì sự dũng cảm ở Truk.

## Chuyến tuần tra thứ ba
Tang rời Trân Châu Cảng ngày 8 tháng 6 và bắt đầu chuỗi nhiệm vụ tuần tra ở khu vực Biển Đông và Biển Hoàng Hải. Ngày 24 tháng 6, Tang phát hiện ra một đội tàu gồm sáu tàu vận tải cỡ lớn và 16 tàu hộ tống ở khu vực phía tây nam Kagoshima. Tang thu hẹp khoảng cách để tấn công và phóng một loạt bốn quả ngư lôi vào mục tiêu thứ nhất và 1 loạt nữa vào mục tiêu thứ hai. Nhiều vụ nổ xảy ra và Tang báo cáo đánh chìm hai tàu. Tuy nhiên, báo cáo của Nhật Bản được tìm thấy sau chiến tranh chỉ ra rằng đã có 4 tàu bị bắn chìm ngày hôm đó, bao gồm hai tàu vận tải và hai tàu chở quân. Hai loạt ngư lôi tổng cộng tám quả của Tang đã đánh trúng thêm hai mục tiêu di chuyển cạnh hai mục tiêu ban đầu của tàu. Bốn tàu bị đánh chìm là Tamahoko Maru, Tainan Maru, Nasusan Maru, và Kennichi Maru - với mức tải trọng tổng cộng là 16.292 tấn.
Ngày 30 tháng 6, khi đang tuần tra tại khu vực từ đảo Kyūshū tới Đại Liên, Tang phát hiện ra một tàu chở quân đang di chuyển mà không có tàu hộ tống. Sau khi bắn trượt hai quả ngư lôi, Tang lặn xuống để chủ động tránh các loạt bom chìm, rồi nổi lên và đuổi theo mục tiêu tới khi khoảng cách thu hẹp lại còn 690 mét. Tang phóng một quả ngư lôi duy nhất và đánh trúng tàu Nikkin Maru, khiến con tàu gãy đôi và chìm rất nhanh, đem theo sinh mạng của ít nhất 3.200 lính Nhật được chở trên tàu.
Sáng ngày tiếp theo, Tang phát hiện ra một tàu chở dầu và một tàu vận tải. Khi Tang đang tấn công và đánh chìm tàu vận tải Taiun Maru Số 2, tàu chở dầu Takatori Maru Số 1 cố gắng chạy thoát. Tang truy đuổi và đánh chìm con tàu vào cuối chiều bằng hai quả ngư lôi. Tang sau đó kỉ niệm ngày 4 tháng 7 bằng cuộc tấn công vào bình minh, nổi lên và tấn công một tàu vận tải đang neo đậu ở gần bờ. Tuy vậy, mực nước nông và chảy xiết khiến Tang phải hủy bỏ việc tiếp cận. Tang lùi lại và phóng bốn quả ngư lôi, ba quả trúng và tàu vận tải Asukazan Maru (6.886 tấn) bị đánh chìm. Chiều cùng ngày, Tang phát hiện ra tàu Yamaoka Maru, một tàu vận tải cùng cỡ với chiếc Asukazan Maru, và đánh chìm bằng hai quả ngư lôi. Tang nổi lên và cứu một người sống sót làm tù binh. Khi đang tuần tra ở vùng biển ngoài khơi Đại Liên, Tang phát hiện ra tàu vận tải Dori Go, và đánh chìm nó bằng hai quả ngư lôi cuối cùng. Tang báo cáo đánh chìm tám tàu với tổng tải trọng 56.000 tấn trong chuyến tuần tra thứ ba, nhưng báo cáo của JANAC sau này xác nhận Tang đã đánh chìm 10 tàu với tổng tải trọng 39.160 tấn.

## Chuyến tuần tra thứ tư
Chuyến tuần tra thứ tư được Tang thực hiện từ ngày 31 tháng 7 tới ngày 3 tháng 9 tại vùng biển Nhật Bản, ngoài khơi Honshū. Ngày 10 tháng 8, con tàu bắn ba quả ngư lôi vào một tàu chở dầu ở gần khu vực Omaezaki nhưng không trúng quả nào, Ngày tiếp theo, sau khi phát hiện ra hai tàu vận tải và hai tàu hộ tống, Tang phóng ba quả ngư lôi vào chiếc lớn hơn và hai quả vào chiếc còn lại. Tàu vận tải lớn hơn (Roko Maru) cố gắng tránh ngư lôi nhưng trúng ba quả vào vị trí phòng động cơ. Khi Tang lặn xuống để tránh những đợt rải mìn sâu, thủy thủ đoàn nghe thấy vụ nổ thứ tư và năm. 38 phút sau, khi Tang cho kính tiềm vọng nổi lên, họ phát hiện chỉ còn hai tàu hộ tống trong khu vực, với một chiếc trong số đó đang đi cứu vớt người trên mặt nước.
Ngày 14 tháng 8, Tang tấn công một tàu tuần tra bằng pháo ở trên boong và bắn trúng tám viên đạn. Tám ngày sau, Tang đánh chìm tàu vận tải No. 2 Nansatsu Maru. Ngày 23 tháng 8, con tàu tiếp cận một tàu chở quân tên Tsukushi Maru (8.135 tấn) và phóng ba quả ngư lôi, hai quả bắn trúng mục tiêu và khiến chiếc Tsukushi Maru bị chìm. Hai ngày sau, Tang tấn công một tàu chở dầu và một tàu hộ tống với ba quả ngư lôi cuối cùng, bắn chìm con tàu chở dầu, No. 8 Nanko Maru và tàu hộ tống. Tang sau đó quay về Trân Châu Cảng.

## Chuyến tuần tra cuối cùng
Sau khi nâng cấp và tái trang bị, Tang bắt đầu chuyến tuần tra thứ năm và khởi hành ngày 24 tháng 9. Sau khi được tiếp nhiên liệu tại đảo Midway, con tàu di chuyển về eo biển Đài Loan ngày 27 tháng 9. Để tiến vào vùng biển này, Tang phải di chuyển qua khu vực có mật độ tuần tra dày đặc bởi người Nhật. Khu vực từ Formosa lên phía đông bắc được rải mìn, và O'Kaneh đứng giữa hai sự lựa chọn: cho tàu di chuyển lên phía bắc hòn đảo một mình hoặc tham gia vào nhóm tàu ngầm (Silversides, Trigger, và Salmon, dưới sự chỉ huy của Trung tá John S. Coye, Jr., soái hạm là Silversides) đang làm nhiệm vụ tuần tra ở khu vực đông bắc Formosa, và sẽ di chuyển cùng họ. O'Kane chọn sẽ vượt qua eo biển một mình, và ba tàu còn lại, cũng như các căn cứ khác sẽ không nhận được bất cứ tín hiệu nào nữa từ Tang từ lúc con tàu rời Midway.

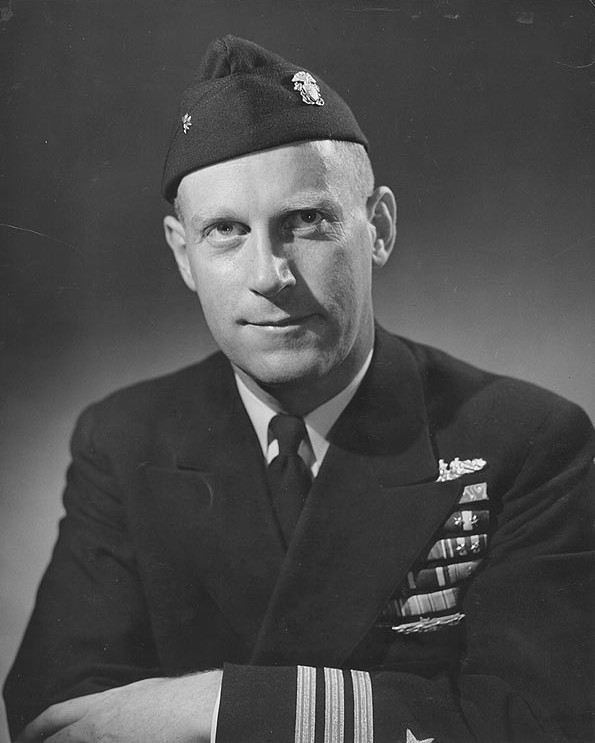
Thiếu tá Richard H. O'Kane, thuyền trưởng của Tang. Ảnh chụp năm 1946, ông lúc này đã mang quân hàm Trung tá và được trao thưởng Huân chương Danh Dự

Đêm ngày 10-11 tháng 10, Tang bắn chìm tàu vận tải Joshu Go và Ōita Maru. Con tàu tiếp tục nhiệm vụ tuần tra tới ngày 23 tháng 10 và phát hiện một đoàn tàu lớn bao gồm ba tàu chở dầu, một tàu chở quân, một tàu vận tả và nhiều tàu hộ tống các loại. Thiếu tá O'Kane lên kế hoạch cho tàu nổi lên mặt nước và sẽ thực hiện các cuộc tấn công vào buổi tối. Tang di chuyển vào giữa đội hình tàu địch và bắn ngư lôi ngay sau khi thu hẹp khoảng cách với nhóm tàu chở dầu (được xác định sau đó là tàu vận tải). Hai ngư lôi bắn trúng khi vực khoang chứa và phòng máy của con tàu gần nhất,  một quả trúng vào đuôi tàu của chiếc ở giữa đội hình và hai quả trúng vào con tàu ở xa nhất, khiến chúng bốc cháy và chìm dần. Khi Tang đang chuẩn bị bắn vào một mục tiêu di chuyển phía sau đuôi tàu của nó, một chiếc tàu chở quân cố gắng tiếp cận để đâm chìm Tang. Do không kịp thời gian để lặn xuống, Tang tăng tốc và vượt qua mũi của con tàu chở quân và đánh lái mạnh sang phía bên trái để tránh phần đuôi tàu bị húc phải. Tàu chở quân đó buộc phải rẽ khẩn cấp để tránh một con tàu chở dầu, cũng đang lao đến để đâm chiếc Tang. Chiếc tàu chở dầu sau đó đâm vào mạn phải của chiếc tàu chở quân ngay sau khi Tang phóng bốn quả ngư lôi ở đuôi tàu về phía hai con tàu. Chiếc tàu chở dầu chìm trước và tàu chở quân nghiêng nặng 30°. Khi các tàu hộ tống tiến sát về mạn trái và một khu trục hạm tiến gần về mạn phải tàu, Tang tăng tốc tối đa và trốn thoát ra biển. Khi đạt được khoảng cách hơn 5.500 mét, thủy thủ đoàn của Tang phát hiện ra thêm một vụ nổ nữa ở khu vực giao chiến vừa rồi.

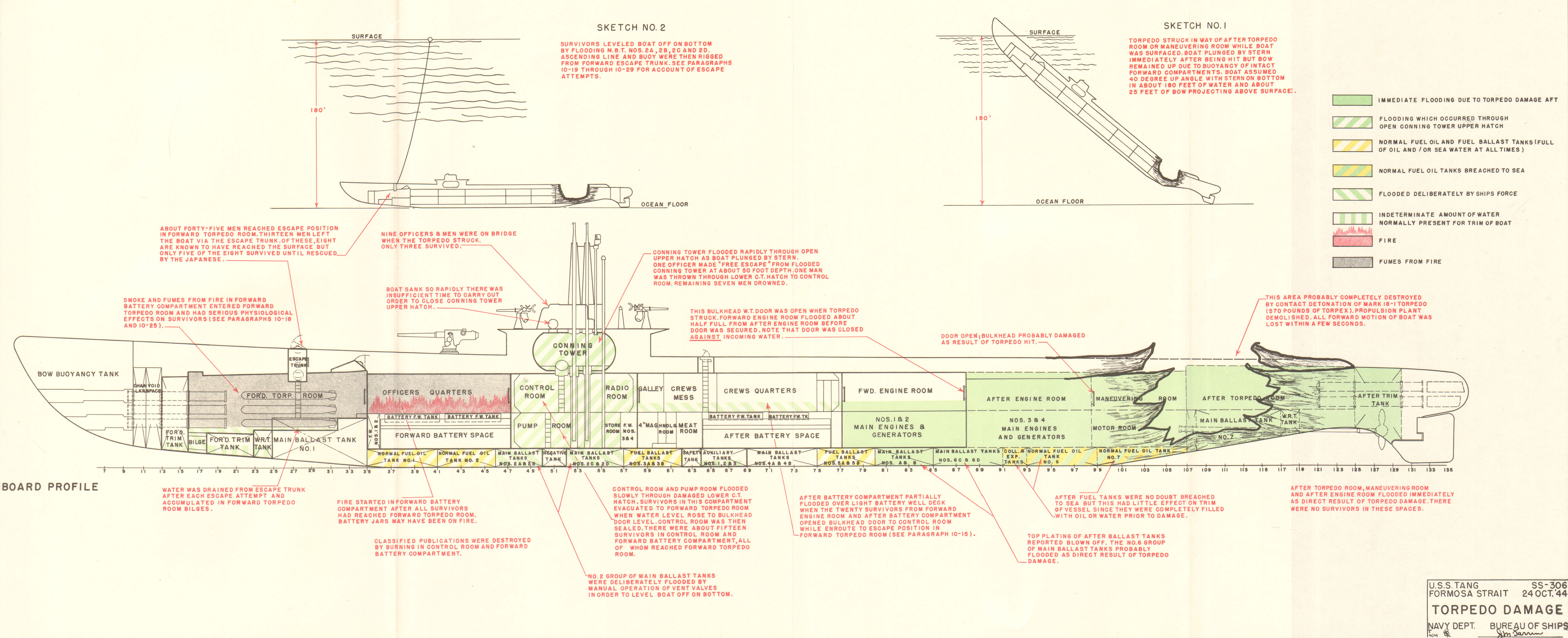
Thiệt hại của Tang do quả ngư lôi lỗi gây ra

Sáng ngày 24 tháng 10, Tang mở kính tiềm vọng và tiếp tục nhiệm vụ tuần tra. Con tàu nổi lên vào tối và tiến về gần khu vực đảo Turnabout (25°25′53″B 119°56′24″Đ / 25,431493°B 119,93989°Đ). Khi đang tiếp cận hòn đảo, radar của tàu phát hiện nhiều đốm tròn trên màn hình đến mức trở nên vô dụng. Tang sớm phát hiện và xác nhận được vị trí của một đoàn tàu rất lớn bao gồm các tàu chở dầu chở máy bay và các thùng linh kiện máy bay chất xung quanh phần mũi và đuôi tàu. Khi chiếc tàu ngầm tiếp tục bám theo đoàn tàu Nhật dọc theo bờ biển, chỉ huy lực lượng hộ tống cảm thấy nghi ngờ và cho phát tín hiệu bằng đèn rọi cỡ lớn. Việc phát đèn rọi khiến toàn bộ đoàn tàu bị lộ giữa đêm tối, và Tang bắt đầu chọn mục tiêu đầu tiên, một tàu vận tải 3 tầng cỡ lớn, mục tiêu thứ hai là một tàu nhỏ hơn, và một tàu chở dầu làm mục tiêu thứ ba. Khoảng cách từ Tang tới các tàu là 820-1.280 mét. Sau khi bắn hai quả ngư lôi vào mỗi mục tiêu, Tang di chuyển song song với đoàn tàu để chọn mục tiêu tiếp theo. Tang sau đó phóng ngư lôi ở đuôi tàu vào một tàu vận tải và một tàu chở dầu khác.
Trong lúc Tang đang tăng tốc để tránh khỏi làn đạn đang bắn dữ dội về phía tàu, một khu trục hạm đi ngang qua con tàu chở quân và tiến về chỗ con tàu ngầm. Tàu chở dầu phát nổ, và cột nước được phát hiện bên cạnh chiếc tàu chở quân. Vài giây sau đó, chiếc khu trục hạm phát nổ, có thể do trúng quả ngư lôi thứ ba của Tang hoặc do trúng đạn của hai tàu hộ tống đang di chuyển gần đó. Chiếc tàu chở quân chết đứng giữa biển và Tang di chuyển ra xa thêm 73 mét và nạp hai quả ngư lôi cuối cùng để kết liễu con tàu kia. Quả ngư lôi thứ 23 được phóng ở khoảng cáhh còn 820 mét và được báo cáo là hoạt động bình thường. Báo cáo xác nhận đêm hôm đó Tang đã đánh chìm hai tàu vận tải Kogen Maru (6.600 tấn) và Matsumoto Maru (7.000 tấn).
Lúc 02:30 sáng 25 tháng 10, quả ngư lôi thứ 24 và cũng là quả cuối cùng (ngư lôi Mark 18), được phóng khỏi mũi tàu. Tuy nhiên, quả ngư lôi bất ngờ rẽ sang bên trái và chạy theo hình vòng tròn về phía Tang. Tang nhanh chóng lặn khẩn cấp để tránh quả ngư lôi chạy lỗi kia nhưng đã quá muộn, quả ngư lôi đâm vào phòng ngư lôi ở đuôi tàu, khoảng 20 giây sau khi được phóng. Vụ nổ dữ dội bùng lên và cướp đi sinh mạng của nhiều thủy thủ. Con tàu chìm dần về phía đuôi tàu và khiến cả ba khoang chính ở đuôi bị ngập nặng. Trong tổng số chín sĩ quan và thủy thủ trong đài chỉ huy, bao gồm O'Kane, ba người đã trốn thoát được và phải bơi suốt đêm tới khi đựoc cứu tám giờ sau đó. Một sĩ quan nữa đã thoát được khỏi đài chỉ huy bị ngập và được cứu cùng những người khác.

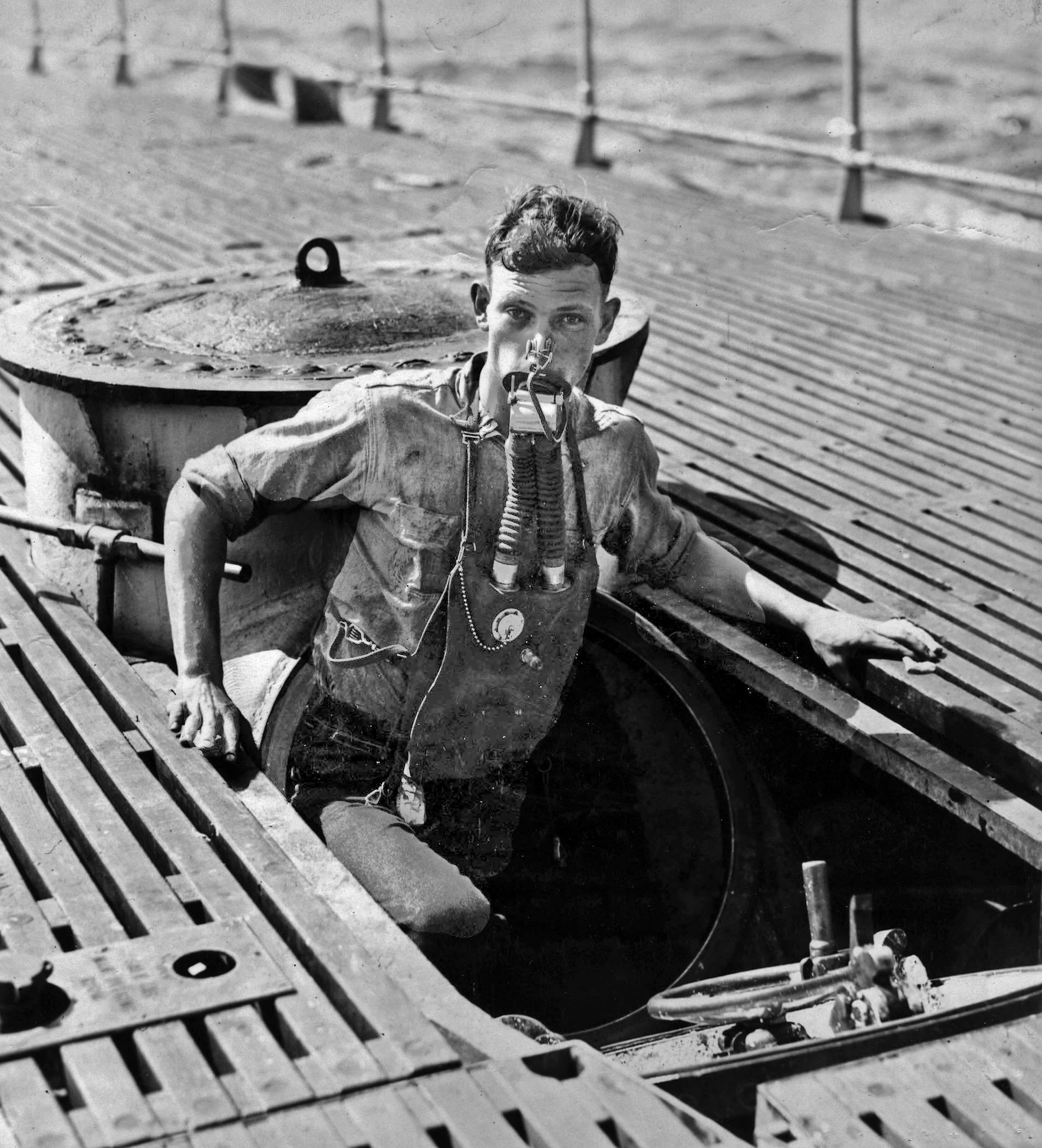
USS Tang là trường hợp duy nhất máy tái tạo khí Momsen Lung được thủy thủ đoàn sử dụng để thoát ra khỏi chiếc tàu ngầm đang chìm.

Chiếc tàu ngầm chìm xuống độ sâu 55 mét và khoảng 40 người sống sót đã kịp tập trung lại ở phòng ngư lôi ở mũi tàu, và chuẩn bị sử dụng lỗ thoát hiểm khẩn cấp. Toàn bộ tài liệu mật đều được tiêu hủy và tất cả tập hợp lại ở phòng thoát hiểm. Tuy nhiên quá trình thoát hiểm đã gặp nhiều trì hoãn do các đợt rải mìn sâu liên tục của tàu tuần tra Nhật Bản, tạo ra đám cháy ở phòng pin phía trước. Lúc 06:00 sáng 25 tháng 10, nhờ thiết bị sinh tồn - máy tái tạo khí Momsen Lung, 13 sĩ quan và thủy thủ đã thoát ra được khỏi phòng ngư lôi ở mũi tàu. Vào thời điểm người thứ 13 thoát ra, sức nóng của phòng pin mạnh đến mức làm tan chảy các vách ngăn khiến nước tràn mất kiểm soát vào trong con tàu đang chìm. Trong số 13 người thoát được khỏi phòng ngư lôi, chỉ có năm người được cứu sống. Một người nữa được phát hiện gần nhóm năm người nhưng người đó bị thuơng quá nặng nên không thể cứu được. Tổng cộng 78 sĩ quan và thủy thủ của Tang thiệt mạng.
Chín người sống sót, bao gồm O'Kane, được vớt lên bởi tàu Kaibokan CD-34. Những thủy thủ của các tàu vận tải sống sót qua những đợt tấn công của Tang cũng có mặt ở đó, và họ đã tấn công và đánh đập người của O'Kane. Chín người sống sót được đưa về một trại tù binh ở Ōfuna, nơi họ được thẩm vấn bởi các cơ quan tình báo Nhật Bản. Họ đều sống sót qua chiến tranh và được quân đội Đồng Minh giải cứu sau khi Nhật Bản đầu hàng.
Tang được xóa khỏi Danh sách Đăng bạ Hải quân vào ngày 8 tháng 2 năm 1945.

## Khen thưởng
Tang được tặng thưởng bốn Ngôi sao Chiến trận và hai danh hiệu Đơn vị Tuyên dương Tổng Thống trong thời gian phục vụ ở Mặt trận Thái Bình Dương. Thuyền trưởng của tàu, Richard O'Kane, được trao thưởng Huân chương Danh Dự vì thành tích trong trận chiến cuối cùng.
Trong chiến tranh, Tang được ghi nhận đánh chìm 31 tàu trong năm chuyến tuần tra, với tổng tải trọng đạt 227.800 tấn, và làm hư hại hai tàu với 4.100 tấn, một thành tích đáng nể so với lực lượng tàu ngầm Mỹ. Việc đối chiếu báo cáo sau chiến tranh của Ủy ban Đánh giá Lục quân-Hải quân (JANAC) đã giảm thành tích của Tang xuống còn 24 tàu, với tổng tải trọng 93.824 tấn, đứng thứ hai trong danh sách tàu ngầm có số lượng tàu bị đánh chìm nhiều nhất, sau chiếc Tautog (với 26 tàu), và đứng thứ tư trong danh sách tổng tải trọng bị đánh chìm, sau chiếc Flasher, Rasher và Barb. Báo cáo này sau đó được kiểm tra lại và nâng lên 33 tàu với tổng tải trọng 116.454 tấn, biến Tang trở thành con tàu có thành tích xuất sắc nhất trong toàn bộ lực lượng tàu ngầm của Hải quân Hoa Kỳ trong Chiến tranh thế giới thứ hai. Tang cũng đạt thành tích có đợt tuần tra xuất sắc nhất, khi đánh chìm 10 tàu với tổng tải trọng 39.160 tấn, trong chuyến tuần tra thứ ba.
| Ngày | Tên tàu bị bắn chìm | Loại tàu bị bắn chìm   | Tải trọng (tấn) |
| --- | ------------------- | ---------------------- | --------------- |
| Chuyến tuần tra đầu tiên: Trân Châu Cảng - Caroline - Mariana - Midway (22 tháng 1 năm 1944 - 3 tháng 3 năm 1944               |                     |                        |                 |
| 17 tháng 2 năm 1944 | Gyoten Maru         | Tàu vận tải (chở hàng) | 6.854           |
| 22 tháng 2 năm 1944 | Fukuyama Maru       | Tàu chở quân           | 3.581           |
| 23 tháng 2 năm 1944 | Yamashiro Maru      | Tàu vận tải (chở hàng) | 6.776           |
| 24 tháng 2 năm 1944 | Echizen Maru        | Tàu vận tải (chở hàng) | 2.424           |
| 25 tháng 2 năm 1944 | Choko Maru          | Tàu vận tải (chở hàng) | 1.794           |
| Chuyến tuần tra thứ hai: Midway - Truk - Trân Châu Cảng (16 tháng 3 năm 1944 - 14 tháng 5 năm 1944)                            |                     |                        |                 |
| Chuyến tuần tra thứ ba: Trân Châu Cảng - Biển Đông - Biển Hoàng Hải - Biển Nhật Bản - Midway (8 tháng 6 - 14 tháng 7 năm 1944) |                     |                        |                 |
| 24 tháng 6 năm 1944 | Tamahoko Maru       | Tàu chở quân           | 6.780           |
| 24 tháng 6 năm 1944 | Tainan Maru         | Tàu vận tải (chở hàng) | 3.175           |
| 24 tháng 6 năm 1944 | Nasusan Maru        | Tàu chở quân           | 4.393           |
| 24 tháng 6 năm 1944 | Kennichi Maru       | Tàu vận tải (chở hàng) | 1.938           |
| 30 tháng 6 năm 1944 | Nikkin Maru         | Tàu vận tải (chở hàng) | 5.705           |
| 1 tháng 7 năm 1944 | Taiun Maru Số 2     | Tàu vận tải (chở hàng) | 998             |
| 1 tháng 7 năm 1944 | Takatori Maru Số 1  | Tàu chở dầu            | 878             |
| 4 tháng 7 năm 1944 | Asukazan Maru       | Tàu vận tải (chở hàng) | 7.886           |
| 4 tháng 7 năm 1944 | Yamaoka Maru        | Tàu vận tải (chở hàng) | 6.932           |
| 6 tháng 7 năm 1944 | Dori Go             | Tàu vận tải (chở hàng) | 1.469           |
| Chuyến tuần tra thứ tư : Midway - Biển Nhật Bản - Trân Châu Cảng (31 tháng 7 năm 1944 - 3 tháng 9 năm 1944)                    |                     |                        |                 |
| 11 tháng 8 năm 1944 | Roko Maru           | Tàu vận tải (chở hàng) | 3.328           |
| 23 tháng 8 năm 1944 | Tsukukshi Maru      | Tàu vận tải (chở hàng) | 8.135           |
| Chuyến tuần tra thứ năm: Trân Châu Cảng - Formosa (24 tháng 9 năm 1944 - chìm 25 tháng 10 năm 1944)                            |                     |                        |                 |
| 10 tháng 10 năm 1944 | Joshu Go            | Tàu vận tải (chở hàng) | 1.658           |
| 11 tháng 10 năm 1944 | Ōita Maru           | Tàu vận tải (chở hàng) | 711             |
| 23 tháng 10 năm 1944 | Toun Maru           | Tàu vận tải (chở hàng) | 1,915           |
| 23 tháng 10 năm 1944 | Wakatake Maru       | Tàu vận tải (chở hàng) | 1.920           |
| 23 tháng 10 năm 1944 | Tatsuju Maru        | Tàu vận tải (chở hàng) | 1.944           |
| 23 tháng 10 năm 1944 | Kogen Maru          | Tàu vận tải (chở hàng) | 6.600           |
| 23 tháng 10 năm 1944 | Matsumoto Maru      | Tàu vận tải (chở hàng) | 7.024           |
| | Tổng: 24 tàu        | Tổng: 24 tàu           | 93.824          |

| Ngày | Tên tàu bị bắn chìm              | Loại tàu bị bắn chìm    | Tải trọng (tấn) |
| --- | -------------------------------- | ----------------------- | --------------- |
| Chuyến tuần tra đầu tiên: Trân Châu Cảng - Caroline - Mariana - Midway (22 tháng 1 năm 1944 - 3 tháng 3 năm 1944               |                                  |                         |                 |
| 17 tháng 2 năm 1944 | Gyoten Maru                      | Tàu vận tải (chở hàng)  | 6.854           |
| 17 tháng 2 năm 1944 | Kuniei Maru                      | Tàu chở dầu thương nhân | 5.184           |
| 22 tháng 2 năm 1944 | Fukuyama Maru                    | Tàu chở quân            | 3.581           |
| 23 tháng 2 năm 1944 | Yamashiro Maru                   | Tàu vận tải (chở hàng)  | 6.776           |
| 24 tháng 2 năm 1944 | Echizen Maru                     | Tàu vận tải (chở hàng)  | 2.424           |
| 24 tháng 2 năm 1944 | Nampa Maru                       | Tàu chở dầu             | 10.033          |
| 25 tháng 2 năm 1944 | Choko Maru                       | Tàu vận tải (chở hàng)  | 1.794           |
| 25 tháng 2 năm 1944 | Không rõ tên (lớp Tatutaki Maru) | Tàu vận tải (chở hàng)  | 7.064           |
| Chuyến tuần tra thứ hai: Midway - Truk - Trân Châu Cảng (16 tháng 3 năm 1944 - 14 tháng 5 năm 1944)                            |                                  |                         |                 |
| Chuyến tuần tra thứ ba: Trân Châu Cảng - Biển Đông - Biển Hoàng Hải - Biển Nhật Bản - Midway (8 tháng 6 - 14 tháng 7 năm 1944) |                                  |                         |                 |
| 24 tháng 6 năm 1944 | Tamahoko Maru                    | Tàu chở quân            | 6.780           |
| 24 tháng 6 năm 1944 | Tainan Maru                      | Tàu vận tải (chở hàng)  | 3.175           |
| 24 tháng 6 năm 1944 | Nasusan Maru                     | Tàu chở quân            | 4.393           |
| 24 tháng 6 năm 1944 | Kennichi Maru                    | Tàu vận tải (chở hàng)  | 1.938           |
| 30 tháng 6 năm 1944 | Nikkin Maru                      | Tàu vận tải (chở hàng)  | 5.705           |
| 1 tháng 7 năm 1944 | Taiun Maru Số 2                  | Tàu vận tải (chở hàng)  | 998             |
| 1 tháng 7 năm 1944 | Takatori Maru Số 1               | Tàu chở dầu             | 878             |
| 4 tháng 7 năm 1944 | Asukazan Maru                    | Tàu vận tải (chở hàng)  | 7.886           |
| 4 tháng 7 năm 1944 | Yamaoka Maru                     | Tàu vận tải (chở hàng)  | 6.932           |
| 6 tháng 7 năm 1944 | Dori Go                          | Tàu vận tải (chở hàng)  | 1.469           |
| Chuyến tuần tra thứ tư : Midway - Biển Nhật Bản - Trân Châu Cảng (31 tháng 7 năm 1944 - 3 tháng 9 năm 1944)                    |                                  |                         |                 |
| 11 tháng 8 năm 1944 | Roko Maru                        | Tàu vận tải (chở hàng)  | 3.328           |
| 14 tháng 8 năm 1944 | Nansatsu Maru số 2               | Tàu vận tải (chở hàng)  | 116             |
| 14 tháng 8 năm 1944 | Không có tên                     | Tàu tuần tra            | ~2.200          |
| 23 tháng 8 năm 1944 | Tsukukshi Maru                   | Tàu vận tải (chở hàng)  | 8.135           |
| 25 tháng 8 năm 1944 | Không có tên                     | Tàu tuần tra            | ~2.200          |
| 25 tháng 8 năm 1944 | Nanko Maru số 8                  | Tàu chở dầu             | 834             |
| Chuyến tuần tra thứ năm: Trân Châu Cảng - Formosa (24 tháng 9 năm 1944 - chìm 25 tháng 10 năm 1944)                            |                                  |                         |                 |
| 11 tháng 10 năm 1944 | Joshu Go                         | Tàu vận tải (chở hàng)  | 1.658           |
| 11 tháng 10 năm 1944 | Ōita Maru                        | Tàu vận tải (chở hàng)  | 711             |
| 23 tháng 10 năm 1944 | Toun Maru                        | Tàu vận tải (chở hàng)  | 1,915           |
| 23 tháng 10 năm 1944 | Wakatake Maru                    | Tàu vận tải (chở hàng)  | 1.920           |
| 23 tháng 10 năm 1944 | Tatsuju Maru                     | Tàu vận tải (chở hàng)  | 1.944           |
| 23 tháng 10 năm 1944 | Kori Go                          | Tàu vận tải thương nhân | 1.339           |
| 24 tháng 10 năm 1944 | Kogen Maru                       | Tàu vận tải (chở hàng)  | 6.600           |
| 24 tháng 10 năm 1944 | Matsumoto Maru                   | Tàu vận tải (chở hàng)  | 7.024           |
| 24 tháng 10 năm 1944 | Ebara Maru                       | Tàu vận tải thương nhân | 6.957           |
| | Tổng: 33 tàu                     | Tổng: 33 tàu            | 116.454         |

### Sách tham khảo
- Blair, Clay, Jr. (1976). Silent Victory: The U.S. Submarine War against Japan. New York: Bantam. ISBN 9780553010503.{{Chú thích sách}}:  Quản lý CS1: nhiều tên: danh sách tác giả (liên kết); also Naval Institute Press, March 2001, ISBN 978-1-55750-217-9
- Bauer, K. Jack; Roberts, Stephen S. (1991). Register of Ships of the U.S. Navy, 1775–1990: Major Combatants. Westport, Connecticut: Greenwood Press. ISBN 0-313-26202-0.
- O'Kane, Richard H. (1977). Clear the Bridge!: The War Patrols of the U.S.S. Tang. Chicago: Rand McNally. ISBN 978-0-528-81058-9.
- O'Kane, Richard H. (1989) [1977]. Clear the Bridge!: The War Patrols of the U.S.S. Tang. Presidio Press. ISBN 978-0-89141-346-2.
- Friedman, Norman (1995). U.S. Submarines through 1945: An Illustrated Design History. Annapolis. ISBN 978-1-55750-263-6.